# Ítrabo (kommun)
Ítrabo är en kommun i Spanien.   Den ligger i provinsen Provincia de Granada och regionen Andalusien, i den södra delen av landet, 400 km söder om huvudstaden Madrid. Antalet invånare är 1 070.